# Jacob Gilyard
Jacob Gilyard (Kansas City, 14 de julho de 1998) é um jogador norte-americano de basquete profissional que atualmente joga no Brooklyn Nets da National Basketball Association (NBA) e no Long Island Nets da G-League.
Ele jogou basquete universitário pela Univerdade de Richmond. Gilyard é o líder de todos os tempos em roubos de bola da NCAA , quebrando o recorde anterior de 385 em 5 de dezembro de 2021 e terminando sua carreira com 466 roubos de bola.

## Carreira no ensino médio
Gilyard jogou basquete pela The Barstow School em Kansas City, Missouri, sob o comando do ex-jogador da National Basketball Association (NBA), Billy Thomas. Em seu segundo ano, ele ajudou a equipe a vencer o campeonato estadual do Missouri, o primeiro título estadual desde 1995. Em 5 de dezembro de 2016, durante sua última temporada, Gilyard marcou um recorde escolar de 50 pontos em uma vitória por 85-47 sobre a Washington High School. Ele terminou a temporada com médias de 33,2 pontos e sete assistências, foi nomeado Jogador do Ano e ganhou o Prêmio DiRenna como o melhor jogador da área de Kansas City.
Um recruta de três estrelas, Gilyard se comprometeu a jogar pela Univerdade de Richmond em 12 de setembro de 2016. Ele não recebeu nenhuma oferta dos grandes programas.

## Carreira universitária

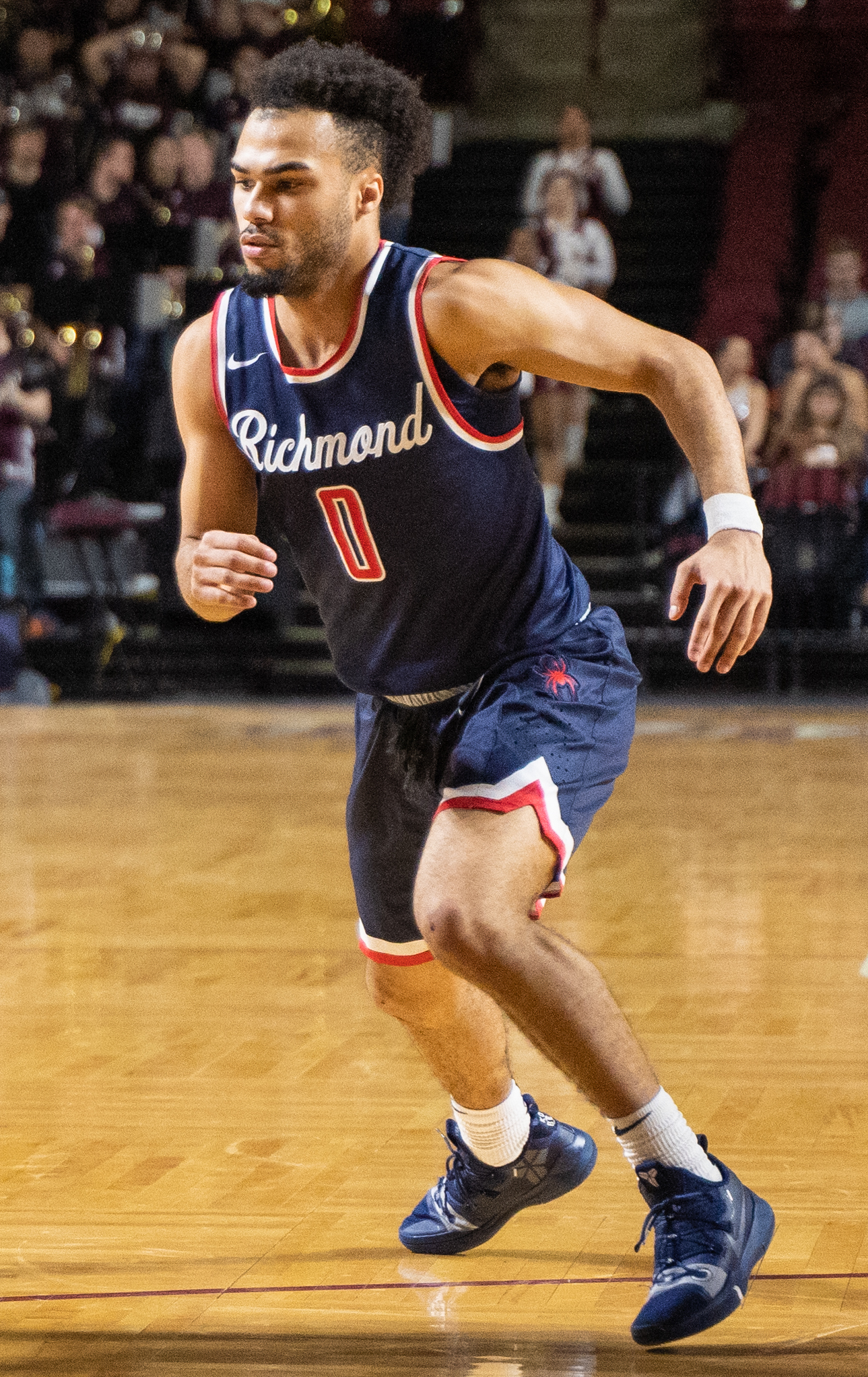
Gilyard em março de 2019

Em 10 de dezembro de 2017, Gilyard marcou 23 pontos, o recorde de sua temporada de calouro, em uma vitória por 74 a 71 sobre James Madison. Ele fez a cesta de três pontos da vitória com 0,4 segundos restantes. Em 28 de fevereiro de 2018, ele registrou 13 pontos, seis assistências e três roubos de bola em uma vitória por 90 a 65 sobre UMass, se tornando o primeiro calouro da Divisão I da NCAA a chegar a 80 roubos de bola desde Marcus Smart de Oklahoma State em 2013. Ele fechou a temporada com 89 roubos de bola, quebrando o recorde da universidade anteriormente detido por Anthony Dobbins. Como calouro, Gilyard foi titular em todos os 32 jogos e teve médias de 11,4 pontos, 4,1 assistências e 2,8 roubos de bola, que ficou em sexto lugar no país.
Em 16 de novembro de 2018, no terceiro jogo de sua segunda temporada, Gilyard marcou 31 pontos, o recorde da temporada, e registrou seis assistências em uma vitória por 78 a 70 sobre IUPUI. Em 11 de fevereiro de 2019, ele foi nomeado Jogador da Semana da Conferência Atlantic 10 pela primeira vez depois de ter médias de 22,5 pontos, 5,5 assistências e cinco roubos de bola. Em seu segundo ano, Gilyard teve médias de 16,2 pontos, 5,2 assistências e 2,8 roubos de bola, sendo selecionado para a Segunda-Equipe e para a Equipe Defensiva da Atlantic 10. Ele se juntou a Allen Iverson e Jason Kidd como os únicos jogadores da Divisão I desde 1992 a registrar pelo menos 868 pontos, 290 assistências e 177 roubos de bola até o final de suas duas primeiras temporadas.
Em 18 de novembro de 2019, Gilyard foi reconhecido como o Co-Jogador da Semana da Atlantic 10, depois de ter médias 22,0 pontos, 5,5 assistências e 4,0 roubos de bolas. Em 9 de dezembro, ele foi novamente nomeado Co-Jogador da Semana da conferência, depois de ter médias de 16,5 pontos, 8,5 assistências, seis rebotes e 5,0 roubos de bolas. Contra Hampton, ele registrou seu primeiro duplo-duplo com 18 pontos e 10 assistências, o recorde da temporada, e marcou seu 1.000º ponto na carreira. Em sua terceira temporada, Gilyard foi nomeado Jogador Defensivo do Ano da Atlantic 10 e teve médias 12,7 pontos, 5,7 assistências, 3,2 roubos de bola (recorde da Divisão I) e 3,1 rebotes. Após a temporada, ele se declarou para o draft da NBA de 2020. Em 21 de maio, Gilyard anunciou que estava se retirando do draft e voltando para sua última temporada em Richmond.
Gilyard aproveitou a oferta da NCAA de um ano extra de elegibilidade devido aos impactos da pandemia de COVID-19, optando por retornar para um quinto ano. Ele foi nomeado para a Equipe Defensiva e para a Terceira Equipe da Atlantic 10.

## Carreira profissional

### Memphis Grizzlies / Hustle (2022–2024)
Depois de não ser escolhido no draft da NBA de 2022, Gilyard assinou com o Memphis Grizzlies em 23 de setembro de 2022, mas foi dispensado em 10 de outubro. Em 23 de outubro, ele se juntou ao Memphis Hustle.
Em 8 de abril de 2023, Gilyard assinou um contrato bidirecional com os Grizzlies, tornando-se um dos dois únicos jogadores ativos da NBA com menos de 1,80m de altura. No dia seguinte, ele fez sua estreia na NBA em uma derrota por 115-100 para o Oklahoma City Thunder, onde registrou três pontos, sete assistências, quatro rebotes e três roubos de bola. Após 20 jogos, ele liderou os Grizzlies em porcentagem de arremessos de três pontos com 42,9%. Em 24 de fevereiro de 2024, ele foi dispensado por Memphis.

### Brooklyn / Long Island Nets (2024–Presente)
Em 2 de março de 2024, Gilyard assinou um contrato bidirecional com o Brooklyn Nets.

## Estatísticas da carreira

### NBA

#### Temporada regular
| Ano      | Equipe   | PJ | PT | MPJ  | AP   | 3P   | LL    | RT  | AS  | BR  | TO | PPJ |
| -------- | -------- | -- | -- | ---- | ---- | ---- | ----- | --- | --- | --- | -- | --- |
| 2022–23  | Memphis  | 1  | 0  | 40.8 | .333 | .333 | —     | 4.0 | 7.0 | 3.0 | .0 | 3.0 |
| 2023–24  | Memphis  | 37 | 14 | 17.7 | .417 | .425 | 1.000 | 1.2 | 3.5 | .7  | .1 | 4.7 |
| Carreira | Carreira | 38 | 14 | 29.2 | .375 | .379 | 1.000 | 2.6 | 5.2 | 1.8 | .0 | 3.8 |

### Universitário
| Ano      | Equipe   | PJ  | PT  | MPJ  | AP   | 3P   | LL   | RT  | AS  | BR  | TO | PPJ  |
| -------- | -------- | --- | --- | ---- | ---- | ---- | ---- | --- | --- | --- | -- | ---- |
| 2017–18  | Richmond | 32  | 32  | 36.4 | .452 | .384 | .836 | 2.2 | 4.1 | 2.8 | .0 | 11.4 |
| 2018–19  | Richmond | 31  | 31  | 37.3 | .472 | .363 | .771 | 2.9 | 5.2 | 2.8 | .0 | 16.2 |
| 2019–20  | Richmond | 31  | 31  | 36.6 | .468 | .367 | .802 | 3.1 | 5.7 | 3.2 | .2 | 12.7 |
| 2020–21  | Richmond | 23  | 23  | 37.7 | .410 | .336 | .842 | 3.0 | 5.0 | 3.6 | .0 | 12.3 |
| 2021–22  | Richmond | 37  | 37  | 38.5 | .395 | .360 | .860 | 3.5 | 5.4 | 2.9 | .2 | 13.3 |
| Carreira | Carreira | 154 | 154 | 37.3 | .439 | .362 | .822 | 2.9 | 5.0 | 3.0 | .0 | 13.1 |

Fonte: